# Hugo Schubert

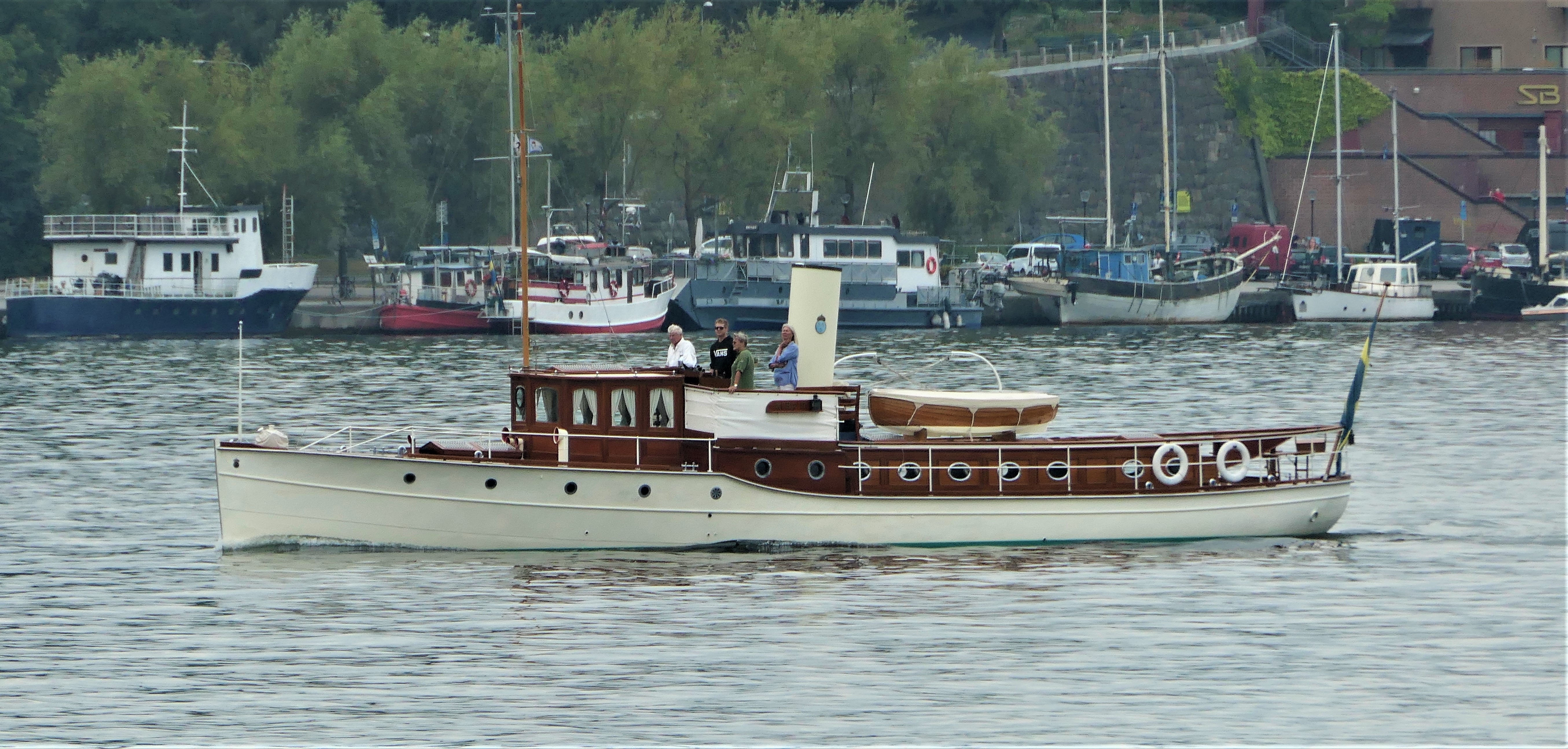
M/Y Alba II, byggd 1912

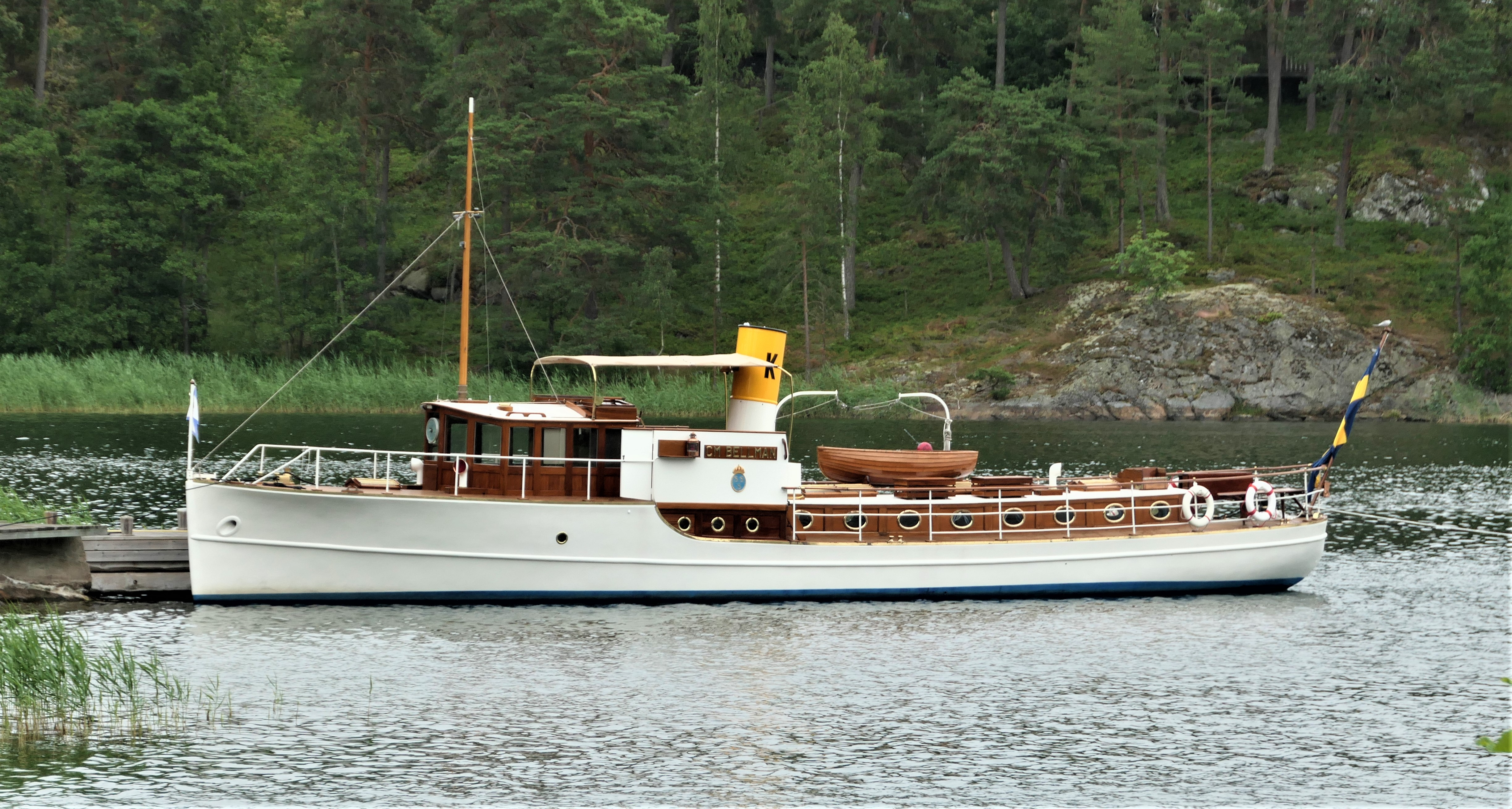
M/Y C M Bellman, byggd 1914

Gunnar Hugo Schubert, född 20 juni 1863 i Norrköping, död 27 februari 1954, var en svensk båtbyggare, ingenjör och konstruktör. 
Hugo Schubert växte upp i Norrköping. Efter uppväxten började han som lärling på Bergsunds Mekaniska Verkstad i Stockholm. Vid 25 års ålder tog han examen i skeppsbyggnad vid Chalmers i Göteborg, varefter han blev anställd som konstruktör på Finnboda varv i Stockholm.
År 1898 blev han direktör för Mälarvarvet där han var verksam fram till 1907, då han grundade Saltsjöbadens båtvarv vid Svartviken i Saltsjöbaden, ett varv som han drev fram till 1924. Under tiden vid varvet i Saltsjöbaden konstruerades och byggdes de så kallade Schubertkryssarna, en serie av motorkryssare. Den första av en serie på tolv kryssare med stålskrov byggdes 1912. Schubert konstruerade sin sista båt 1924, varefter varvet arrenderades ut. Under den senare hälften av 1930-talet var han chef för Hästholmsvarvet i Lidingö. Under sitt yrkesliv konstruerade Hugo Schubert både motor- och segelbåtar. 
I Sjöhistoriska Museets samlingar finns cirka 100 exemplar av ritningar på båtar och yachter av Schubert. Han är begravd på Matteus kyrkogård i Norrköping.

## Konstruerade båtar i urval
- 1906 Thelma, byggd på Neglingevarvet, en 150 kvadratmeters skärgårdskryssare [1]

- 1912 M/Y Alba II, Saltsjöbadens båtvarv
- 1914 M/Y Inge, Saltsjöbadens båtvarv, numera M/Y C M Bellman
- 1915 Athene, byggd på Eriksbergs varv.
- 1918 Butterly
- 1920 Maroguna, byggd på Saltsjöbadens båtvarv, den enda Schubertkryssaren i trä, den första i en serie på åtta.